# 男の隠れ家
男の隠れ家（おとこのかくれが）は、三栄が発売している中高年向けのライフスタイル誌である。毎月27日発売。

## 概要
出版社あいであ・らいふで1997年に歴史・文化・風俗など、主に男性向けの趣味、カルチャーの情報誌として創刊された。一時休刊後、2009年7月号からグローバルプラネット（現・株式会社プラネットライツ）で編集制作、朝日新聞出版で復刊。現在は三栄書房で発行されており、2017年に創刊20年を迎えた。
特に男性読者に向け、多彩な趣味に特化したテーマ、ワンテーマに絞ったムック的な作りを得意とし、ローカル線、蕎麦、温泉、神社仏閣、書斎、住宅、料理、クルマ、落語など年間のテーマは様々である。
また、姉妹誌に2013年に創刊した歴史や文化をテーマにした隔月刊誌「時空旅人」も独自の切り口で人気を得ている。
さらに、男の隠れ家、時空旅人関連の別冊も多数発刊されており、現在、年間約40冊ほどが男の隠れ家や時空旅人ブランド名、またはベストシリーズなどで三栄書房より発刊されている。同ブランドの編集は全て、株式会社プラネットライツが行う。なかでも、美術シリーズ「大人が観たい美術展」ならびに「必ず観たい注目の美術展」、登山シリーズ「夏、山へ。」などは人気コンテンツとなっている。

## 現在の連載
- 今月のパーソン
- 日々是好日／知花くらら

## 過去の連載
- いつか出会った郷土の味／夢枕獏
- 前略、高座から――。／柳家三三
- 四季彩枠